# Afshan D’souza-Lodhi
Afshan D'souza-Lodhi (Dubai, Emirats Àrabs Units) és una escriptora i activista resident al Regne Unit.
Nascuda a Dubai, de pares indis i pakistanesos, va créixer a Manchester. Estudià Filosofia i feu un màster en literatura i cultura postcolonials. S'ha dedicat a escriure obres de teatre, prosa i poesia. És editora en cap de The Common Sense Network i ha rebut nombrosos premis per a les seves obres de teatre i poesia. Darrerament, també s'ha encarregat d'escriure i dirigir un curtmetratge per al canal britànic Channel 4. També ha publicat un assaig destacat dins la col·lecció Its Not About The Burqa. La seva obra més recent, Santi & Naz, descrita per The Guardian com a "tendra però fortament política", posa l'amistat femenina en el teló de fons de la partició de l'Índia i el Pakistan. Amb tocs lleugers i humorístics, la peça comenta l'homosexualitat i la seva recent legalització a l'Índia. Tot i que Afshan ha viscut la seva vida dins de l'islam, actualment qüestiona la seva pròpia fe i cerca consol en altres pràctiques de fe. A més de la seva pròpia escriptura, Afshan també s'ocupa d'ajudar a desenvolupar la trajectòria d'altres artistes més joves i emergents. Ha estat resident al Royal Exchange Theatre i al Manchester Literature Festival, i ha col·laborat amb l'Eclipse Theatre, la Tamasha Theatre Company i el Paul Polars de Burston Polari. Afshan també fa part del comitè de direcció del Projecte de seguiment de l'actuació de la policia, una organització independent que desafia l'assetjament i la violència policial.